# Lathamus discolor
El periquito migrador o loro migrador  (Lathamus discolor) es una especie de ave psitaciforme de la familia Psittaculidae endémica del sureste de Australia. Cría en Tasmania y migra en invierno al sureste del continente australiano, hasta la región de Griffith-Warialda en Nueva Gales del Sur por el este y a Adelaida por el oeste. Es el único miembro del género Lathamus. Pertenece a la subfamilia Platycercinae, por lo que está emparentado con los pericos del género Platycercus, aunque tiene hábitos alimenticios similares a los de los loris. 
El periquito migrador es una especie en peligro de extinción, ya que solo quedan unas 1000 parejas reproductoras en la naturaleza, y su población está en declive.

## Descripción

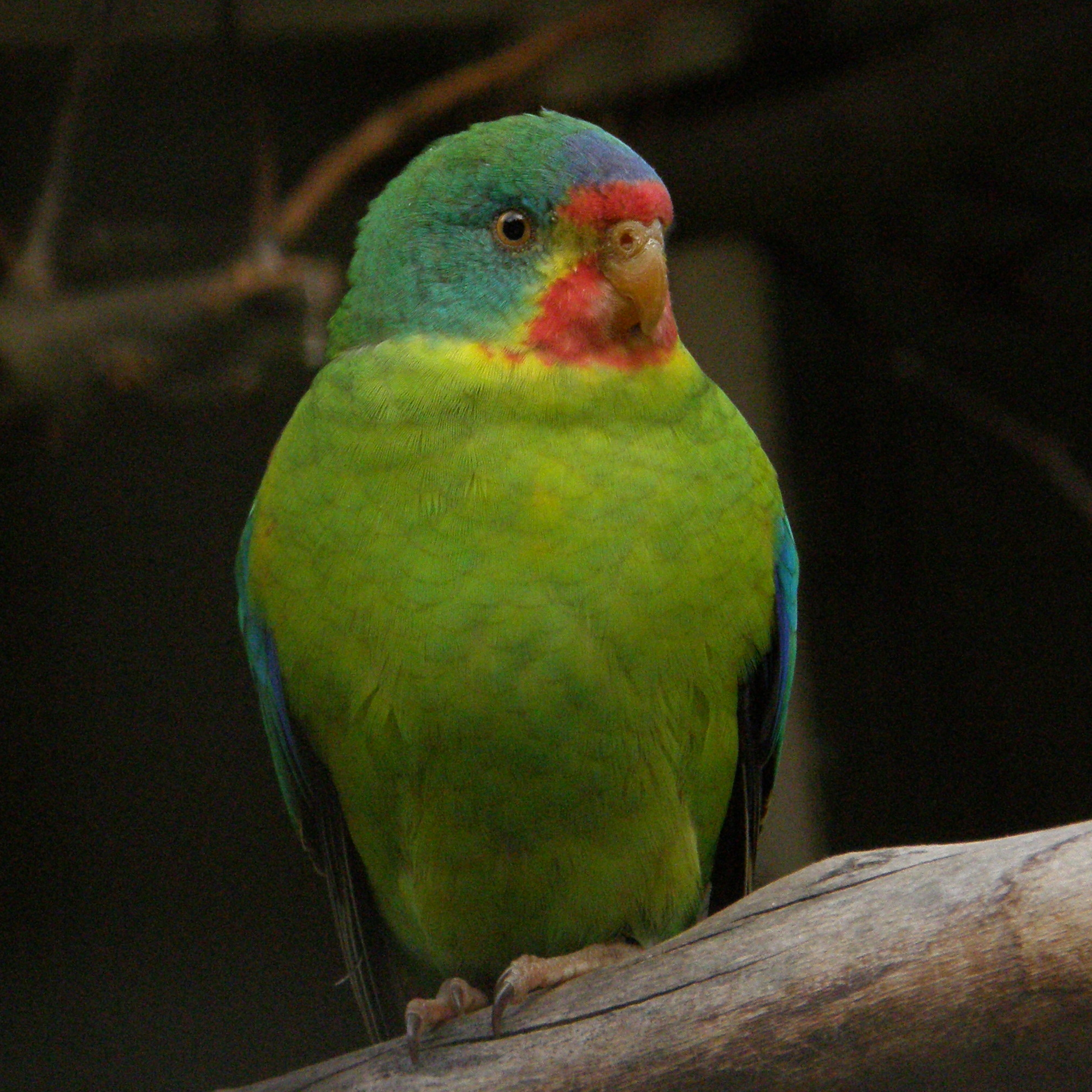
Ejemplar en cautividad.

El periquito migrador mide unos 25 cm de largo y se caracteriza por tener unas alas muy largas y apuntadas, y una cola larga y estrecha. Su plumaje es principalmente verde, verde amarillento en las partes inferiores, con algo de azul la parte frontal de píleo azul, el rostro y los hombros, además tiene una mancha roja alrededor del pico y la garganta, enmarcada por un fino borde amarillo por debajo y los laterales. Sus plumas de vuelo son pardas. Las hembras son de tonos ligeramente más apagados. Ambos sexos tienen el iris amarillento y el pico anaranjado. Los juveniles tienen el iris castaño y el pico más claro.
Su llamada consiste en agudos pii-pit

## Distribución y hábitat
El periquito migrador como indica su nombre migra cruzando el estrecho de Bass, entre Tasmania y el continente australiano. Llega a Tasmania en septiembre y regresa al sureste de Australia entre marzo y abril. Puede llegar a encontrarse tan al norte como el sureste de Queensland y llegar hasta Adelaida por el oeste, aunque los avistamientos más recientes se restringen a la parte sureste del estado.
Generalmente vive en los bosques y zonas arboladas, además de los campos agrícolas y las plantaciones y hasta en las zonas urbanas.

## Alimentación
Se alimenta de semillas y grano, vegetación verde, frutos, néctar, polen, insectos y sus larvas.

## Reproducción
Esta especie cría en Tasmania de septiembre a diciembre. Anida en los huecos de los árboles a una altura de entre 6 y 20 metros del suelo, y generalmente en compañía de otras parejas reproductoras. Sus nidadas se componen de entre 3 y 5 huevos blancos.

## Estado de conservación
Se cree que solo quedan unas 1000 parejas reproductoras en la naturaleza. La destrucción de su hábitat y la desaparición de los grandes árboles viejos en cuyos huecos anida son un factor crítico de su declive. Los petauros del azúcar son los principales depredadores de sus nidadas de periquito migrador en la isla de Tasmania, siendo el causante del 85% de las muertes, pero no están presentes en las islas Bruny y Maria.

### Australia
El periquito migrador está clasificado como especie en peligro de extinción en la ley de conservación de la biodiversidad y protección del medio ambiente de 1999 de Australia.

### Estado de Victoria, Australia
- El perico migrador está clasificado como especie amenazada por ley de garantía de la flora y fauna de Victoria (1988).[5]  Según esta ley se debe realizar una acción estatal para la recuperación y la futura gestión de esta especie.[6] Además el perico migrador está clasificado como en peligro en la lista de consultiva sobre fauna vertebrada amenazada de Victoria de 2007.[7]